# Curt Sjöberg
Curt Josef Sjöberg (Estocolm, 26 de gener de 1897 – Estocolm, 12 d'abril de 1948) va ser un gimnasta artístic i saltador suec que va competir a començaments del segle xx. Va disputar tres edicions dels Jocs Olímpics.
El 1920 va prendre part en els Jocs Olímpics d'Anvers, on va guanyar la medalla d'or en el concurs per equips, sistema suec del programa de gimnàstica.
El 1924 als Jocs de París va disputar la prova del salt de trampolí de 3 metres del programa de salts, que finalitzà en setena posició.
El 1928 va disputar els seus tercers i darrers Jocs. Tornà a disputar la prova del salt de trampolí de 3 metres del programa de salts, però en aquesta ocasió fou eliminat en sèries.